# Tangram

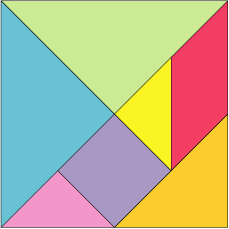
A kiindulási helyzet

A tangram (kínaiul 七巧板, pinyin qī qiǎo bǎn) egy kínai kirakós játék, amely feltehetően az i. e. 8. és 4. század között keletkezett. A türelemjáték nyugati neve a kínai Tang-dinasztiához köthető műszó.

## Története

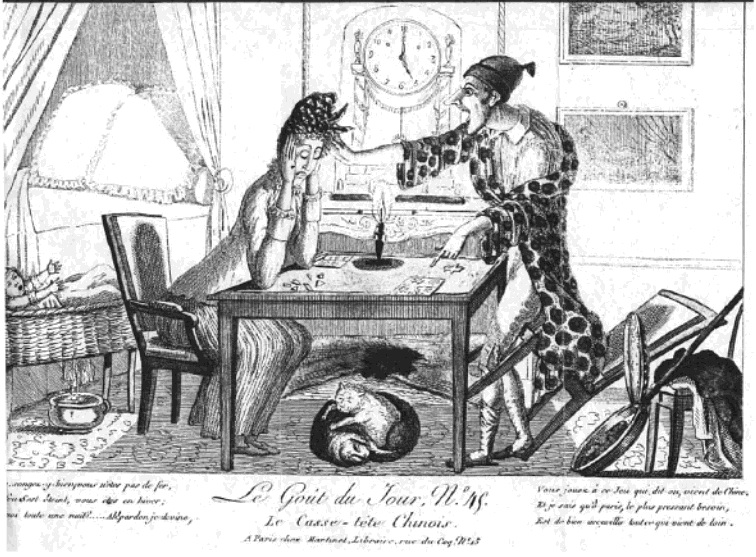
Francia karikatúra 1818-ból, a tangramőrület csúcsán

Miután Kínában kinyomtatták az első kirakós könyveket, 1813-tól kezdve Európában és Amerikában is megjelent. Az első könyveket Captain M. Donnaldson vitte Európába. Philadelphiában 1816 februárjában kötött ki. Ezen a két könyvön alapult az első Észak-Amerikában kiadott könyv.
Samuel Loyd a The Eighth Book Of Tan című könyvében népszerűsítette a játékot. Ebben azt állította, hogy 4000 évvel ezelőtt egy Tan nevű isten találta fel. A könyv 700 alakzatot tartalmazott, köztük kirakhatókat is.
A tangram Európában is hamar népszerűvé vált. Ezt egy angol tangram könyv, a The Fashionable Chinese Puzzle támogatta, amihez egy másik könyv, a Key tartalmazta a megoldókulcsot. Kínából rengeteg készletet adtak el különféle anyagokból, például üvegből, fából, vagy teknőspáncélból. Dániában robbanásszerűen terjedt el 1818-ban, amikor két újabb könyv jelent meg. Az egyiket a Koppenhágai Egyetem egyik hallgatója írta Mandarinen címmel, amiben a tangram történetét dolgozta fel. A másik a Det nye chinesiske Gaadespil volt, ami 339 alakzatot átvett Samuel Loyd könyvéből, és egy eredeti alakzatot is tartalmazott. A népszerűség egy másik oka az volt, hogy a katolikus egyház több szórakozást betiltott a szombati napokra. Mivel ezek a tilalmak régebbről származtak, ezért a tangram nem volt a betiltott szórakozások között.
A német nyelvű, érdekeltségű országokban 1891-től egy akkoriban ismert gyártó, a F. Ad. Richter und Cie., k.u.k. Hoflieferanten Rudolstadt, Nürnberg, Wien, Olten, Rotterdam, New York zsebkiadást készített. A darabok kőből, vagy égetett agyagból készültek. Több kiadás után a gyártó több más, hasonló játékot is megjelentetett. Sophus Tromholt svéd matematikus több matematikai kirakóst is tervezett 1892-ben, amelyek forgalomba is kerültek. Az első világháború idején is népszerű maradt, mind a hátországban, mind a fronton.
Az 1970-es években felélénkült az érdeklődés. A DuMont kiadó 1976-ban kiadott egy holland-német mintagyűjteményt, 1600 sablonnal.

## Legendája

Tangram-emberke

A legenda szerint egy szerzetes utazni küldte a tanítványát, hogy a világ szépségének lényegét egy táblára fesse. A tábla azonban eltörött, és a tanítvány hiába próbálta meg négyzet alakban összerakni. Próbálkozásai közben sok szép minta keletkezett. Végül a tanítvány megértette, hogy nem kell beutaznia a világot, mivel a világ szépségét és sokféleségét meg lehet találni a széttört tábla darabjaiban.

## Eszközei
A játék hét egyszerű mértani alakzatot tartalmaz: egy négyzetet, egy paralelogrammát, a többi darab derékszögű egyenlő szárú háromszög, amely közül kettő nagy, egy közepes, és két kicsi darab.
Ezekből számtalan figura kirakható, amelyek árnyképszerűen emberekre, állatokra, tárgyakra emlékeztetnek. Hagyományosan az összes darabot fel kell használni, és a darabok nem fedhetik át egymást.

## Változatai
A hagyományos tangram mellett léteznek változatok, amelyek tojás, kör, szív vagy téglalap alapformából indulnak ki.

## Paradoxonok
A tangram paradoxonok alakzatpárok, amelyek minden darabot felhasználnak, mégis úgy tűnik, mintha az egyik a másik része lenne. Az egyik Dudeneynek tulajdonított példa két szerzetes, az egyik lábbal, a másik láb nélkül. A lábatlan szerzetes hiányzó lába a törzsébe épült be. Samuel Loyd példája a The Eighth Book Of Tan könyvében közelebb áll a paradoxonhoz: látszólag a hét darabbal kirak egy négyzetet, és ugyanezt a négyzetet levágott sarokkal.

A két szerzetes paradoxon: az egyik lábbal, a másik láb nélkül
A mágikus csésze paradoxon: a bal szélső teljes, míg a többi hiányt mutat. Sam Loyd: Eighth Book of Tan (1903) könyvéből[14]
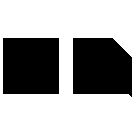
A levágott sarkú négyzet paradoxon Sam Loyd: Eighth Book of Tan (1903) könyvéből

## A konfigurációk száma

A 13 kirakható konvex alakzat

A tangram lerakásának módjait konfigurációknak nevezik. Két konfiguráció ekvivalens, ha egybevágók. Csak a 19. század kezdetétől több, mint 6500 konfigurációt alkottak meg, és ez a szám egyre nő. A konfigurációk száma azonban véges. Fu Traing Wang és Chuan-Chin Hsiung 1942-ben belátta, hogy mindössze 13 konvex tangram konfiguráció létezik.

## Fordítás
- Ez a szócikk részben vagy egészben  a   Tangram című német Wikipédia-szócikk fordításán alapul.  Az eredeti cikk szerkesztőit annak laptörténete sorolja fel. Ez a jelzés csupán a megfogalmazás eredetét és a szerzői jogokat jelzi, nem szolgál a cikkben szereplő információk forrásmegjelöléseként.
- Ez a szócikk részben vagy egészben  a   Tangram című angol Wikipédia-szócikk fordításán alapul.  Az eredeti cikk szerkesztőit annak laptörténete sorolja fel. Ez a jelzés csupán a megfogalmazás eredetét és a szerzői jogokat jelzi, nem szolgál a cikkben szereplő információk forrásmegjelöléseként.